# Eishockey-Europameisterschaft 1929
Die 14. Eishockey-Europameisterschaft fand in diesem Jahr in Ungarn statt; gespielt wurde vom 28. Januar bis 3. Februar 1929 in der ungarischen Hauptstadt Budapest. Teilnehmer waren neben Gastgeber Ungarn die Schweiz, Polen, Österreich, die Tschechoslowakei, Belgien, Deutschland und Italien. Die zunächst gemeldeten Finnen verzichteten auf eine Teilnahme.
Der Austragungsmodus ähnelte dem der EM 1926. Gespielt wurde zunächst in drei Vorrundengruppen mit je drei Mannschaften (durch den Rückzug Finnlands spielte die Gruppe A nur mit 2 Teams). Die Gruppensieger qualifizierten sich direkt für das Halbfinale, während die Gruppenzweiten in einer Hoffnungsrunde den vierten Halbfinalteilnehmer ausspielten. Weitere Platzierungsspiele um die Plätze 7 und 8 gab es nicht. Zum ersten Mal wurde bei einem reinen EM-Turnier nach kanadischem Vorbild in drei Dritteln und nicht mehr in zwei Halbzeiten gespielt.

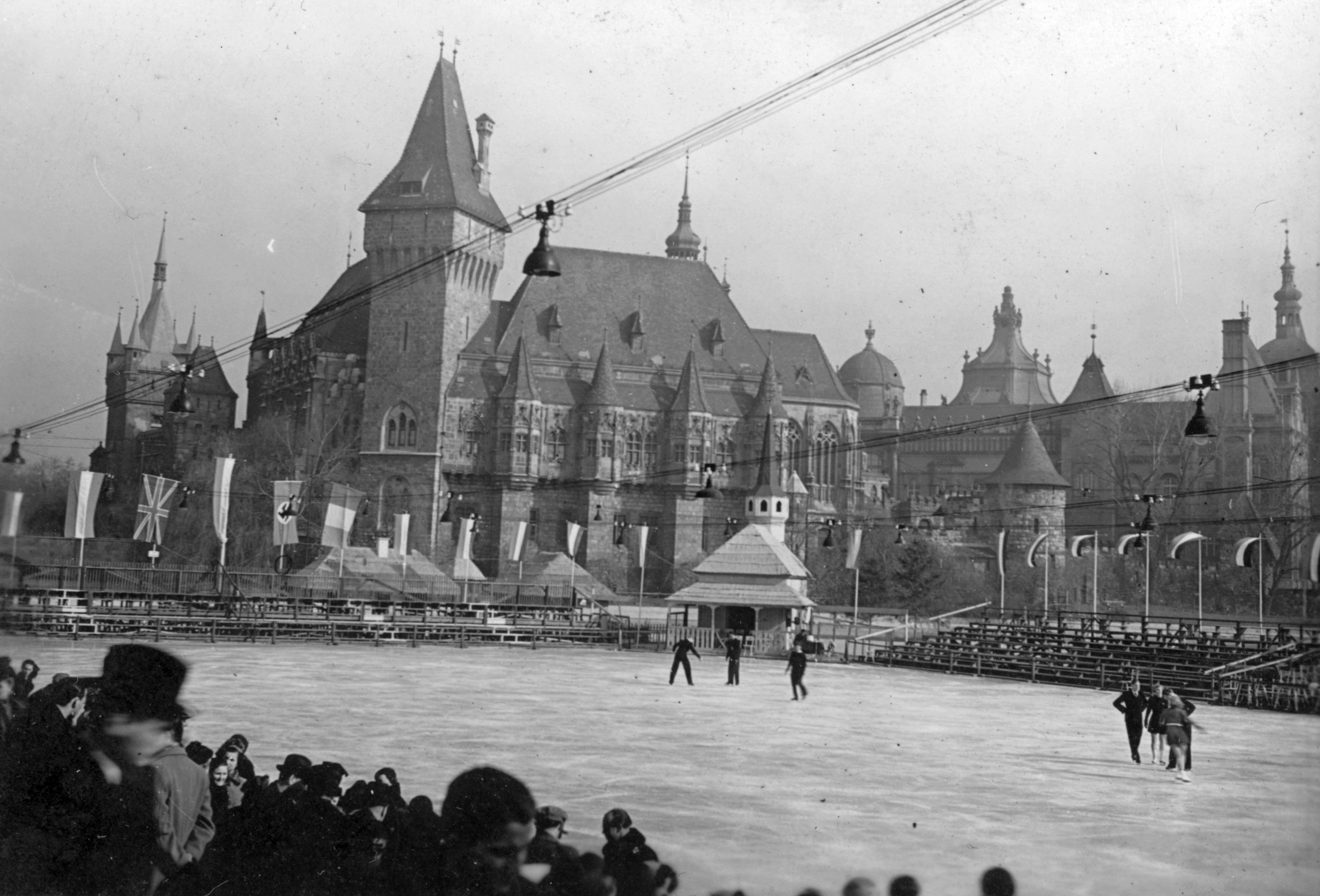
Kunsteisbahn Városliget im Stadtwäldchen

Neuer Eishockey-Europameister wurde die Tschechoslowakei, die damit bereits ihren fünften Titel gewann. Die Mannschaft Polens feierte mit der Silbermedaille ihren bisher größten Erfolg.
Austragungsort war die 1926 eröffnete Kunsteisbahn Városliget im Stadtwäldchen.

## Vorrunde

### Gruppe A
Die finnische Nationalmannschaft verzichtete auf eine Teilnahme, so dass nur ein Spiel ausgetragen wurde.
| 30. Januar 1929 16:00 Uhr | Polen Alexander Tupalski (5.) Alexander Tupalski (47.) | 2:0 (1:0, 0:0, 1:0) | Schweiz | Kunsteisbahn Városliget, Budapest Zuschauer: 400 |

| Pl. |         | Sp | S | U | N | Tore | Diff | Punkte |
| --- | ------- | -- | - | - | - | ---- | ---- | ------ |
| 1.  | Polen   | 1  | 1 | 0 | 0 | 2:0  | +2   | 2:0    |
| 2.  | Schweiz | 1  | 0 | 0 | 1 | 0:2  | −2   | 0:2    |

### Gruppe B
| 28. Januar 1929 17:00 Uhr | Österreich Hans Ertl (3.) | 1:0 (1:0, 0:0, 0:0) | Deutsches Reich | Kunsteisbahn Városliget, Budapest Zuschauer: 800 |

| 29. Januar 1929 15:30 Uhr | Tschechoslowakei Josef Maleček (5.) Josef Maleček (42.) | 2:1 (1:0, 0:0, 1:1) | Deutsches Reich Gustav Jaenecke (43.) | Kunsteisbahn Városliget, Budapest Zuschauer: 400 |

| 30. Januar 1929 17:30 Uhr | Tschechoslowakei Josef Maleček (24.) Josef Maleček (32.) Josef Maleček (39.) | 3:1 (0:1, 1:0, 2:0) | Österreich Herbert Klang (3.) | Kunsteisbahn Városliget, Budapest Zuschauer: 1.000 |

| Pl. |                  | Sp | S | U | N | Tore | Diff | Punkte |
| --- | ---------------- | -- | - | - | - | ---- | ---- | ------ |
| 1.  | Tschechoslowakei | 2  | 2 | 0 | 0 | 5:2  | +3   | 4:0    |
| 2.  | Österreich       | 2  | 1 | 0 | 1 | 2:3  | −1   | 2:2    |
| 3.  | Deutsches Reich  | 2  | 0 | 0 | 2 | 1:3  | −2   | 0:4    |

### Gruppe C
| 28. Januar 1929 19:00 Uhr | Ungarn Géza Lator | 1:2 n. V. (1:0, 0:1, 0:0, 0:1) | Italien Francesco Roncarelli (2) | Kunsteisbahn Városliget, Budapest Zuschauer: 1.600 |

| 29. Januar 1929 17:00 Uhr | Italien Gianni Scotti | 1:0 (1:0, 0:0, 0:0) | Belgien | Kunsteisbahn Városliget, Budapest Zuschauer: 800 |

| 30. Januar 1929 19:00 Uhr | Ungarn Béla Weiner (15.) | 1:1 n. V. (1:0, 0:0, 0:1) | Belgien Albert Collon | Kunsteisbahn Városliget, Budapest Zuschauer: 2.000 |

| Pl. |         | Sp | S | U | N | Tore | Diff | Punkte |
| --- | ------- | -- | - | - | - | ---- | ---- | ------ |
| 1.  | Italien | 2  | 2 | 0 | 0 | 3:1  | +2   | 4:0    |
| 2.  | Ungarn  | 2  | 0 | 1 | 1 | 2:3  | −1   | 1:3    |
| 3.  | Belgien | 2  | 0 | 1 | 1 | 1:2  | −1   | 1:3    |

## Hoffnungsrunde
| 31. Januar 1929 19:00 Uhr | Ungarn Hans Tatzer (6.) Ulrich Lederer (7.) Walter Brück (26.) | 0:3 (0:2, 0:1, 0:0) | Österreich | Kunsteisbahn Városliget, Budapest Zuschauer: 1.300 |

| 1. Februar 1929 19:00 Uhr | Österreich Ulrich Lederer (14.) Hans Tatzer (21.) Ulrich Lederer (34.) | 3:1 (1:0, 2:1, 0:0) | Schweiz Alexander Spengler (29.) | Kunsteisbahn Városliget, Budapest Zuschauer: 500 |

| 1. Februar 1929 | Ungarn | 0:1 | Schweiz | Kunsteisbahn Városliget, Budapest |

| Pl. |            | Sp | S | U | N | Tore | Diff | Punkte |
| --- | ---------- | -- | - | - | - | ---- | ---- | ------ |
| 1.  | Österreich | 2  | 2 | 0 | 0 | 6:1  | +5   | 4:0    |
| 2.  | Schweiz    | 2  | 1 | 0 | 1 | 2:3  | −1   | 2:2    |
| 3.  | Ungarn     | 2  | 0 | 0 | 2 | 0:4  | −4   | 0:4    |

## Finalrunde
Halbfinale
| 1. Februar 1929 17:30 Uhr | Tschechoslowakei 63. Dorasil (Maleček) | 1:0 n. V. (0:0, 0:0, 0:0, 0:0, 1:0) | Italien | Kunsteisbahn Városliget, Budapest |

| 2. Februar 1929 19:00 Uhr | Polen 14. L. Kulej 33. T. Adamowski (A. Tupalski) 52. W. Krygier | 3:1 (1:0, 1:0, 1:1) | Österreich 51. H. Klang (U. Lederer) | Kunsteisbahn Városliget, Budapest |

Spiel um Platz 3
| 3. Februar 1929 17:15 Uhr | Österreich 32. U. Lederer (H. Tatzer) 38. U. Lederer (H. Tatzer) 41. H. Tatzer 60. U. Lederer | 4:2 (0:2, 2:0, 2:0) | Italien 10. Trovati (Roncarelli) 19. Redaelli | Kunsteisbahn Városliget, Budapest |

Finale
| 3. Februar 1929 18:30 Uhr | Tschechoslowakei 44. B. Steigenhöfer 67. W. Dorasil (J. Šroubek, J. Maleček) | 2:1 n. V. (0:0, 0:0, 1:1, 0:0, 1:0) | Polen 39. T. Adamowski (A. Tupalski) | Kunsteisbahn Városliget, Budapest |

## Abschlussplatzierung
| RF | Team             |
| -- | ---------------- |
| 1  | Tschechoslowakei |
| 2  | Polen            |
| 3  | Österreich       |
| 4  | Italien          |
| 5  | Schweiz          |
| 6  | Ungarn           |
| 7  | Belgien          |
| 8  | Deutsches Reich  |

| Europameister Tschechoslowakei | Jan Peka, Jaroslav Rezác – Josef Šroubek, Jaroslav Pušbauer, Wolfgang Dorasil – Bohumil Steigenhöfer, Josef Maleček, Karel Hromádka, Jirí Tožicka, Wilhelm Heinz, Johann Lichnowski, Jan Mattern |
| Silber Polen                   | Józef Stogowski – Lucjan Kulej, Aleksander Kowalski – Tadeusz Adamowski, Jan Hemmerling, Włodzimierz Krygier, Wacław Kuchar, Albert Mauer, Roman Sabiński, Aleksander Tupalski                   |
| Bronze Österreich              | Fritz Lichtschein, Peregrin Spevak – Walter Brück, Jacques Dietrichstein – Hans Ertl, Konrad Glatz, Herbert Klang, Ulrich Lederer, Josef Maier, Ernst Schmucker, Walter Sell, Hans Tatzer        |